# 杨雄里
杨雄里（1941年10月14日—），浙江镇海人，中华人民共和国生物化学家、神经生理学家，中国科学院院士。复旦大学神经生物学研究所所长、上海大学生命科学学院院长。

## 生平
1963年1月，毕业于长春光学精密机械学院（现长春理工大学）。1963年7月，毕业于上海科学技术大学生物系。历任中国科学院上海生理研究所研究实习员、助理研究员、副研究员、研究员。1980年至1982年，在日本进修。1982年，获日本国立生理学研究所博士学位。1988年至1999年，任中科院生理研究所所长。
现任中国生理学会理事长、亚太地区生理学联合会理事、“脑功能及其细胞和分子基础”项目首席科学家、973项目“脑功能和脑重大疾病的基础研究”首席科学家，兼任美国贝勒医学院，北京大学、中国科学技术大学、复旦大学、浙江大学等高校和研究所的顾问教授、客座教授。